# Eric Ericson (dirigent)
Eric Gustaf Ericson, född 26 oktober 1918 i Borås, död 16 februari 2013 i Stockholm, var en svensk dirigent och körledare.

## Biografi
Ericson växte upp i Visby i en familj där fadern Gustaf Ericson var pastor inom Metodistkyrkan, och via den naturliga kopplingen till gudstjänsterna väcktes hans intresse för musik. Hans musiklärare i skolan Ludvig Siedberg var en hängiven körmänniska, vilket bidrog till att Ericson kom in i domkyrkans gosskör. Han fortsatte bland annat som "körledare" för en juniorkör vid 12 års ålder. 
Han utbildade sig ursprungligen till organist vid Kungliga Musikhögskolan i Stockholm där han tog högre organistexamen 1941, kompletterat med högra kantorsexamen 1942 och musiklärarexamen 1943. Under musikhögskoletiden fick Ericson praktisk erfarenhet framförallt av den äldre musiken genom att sjunga Palestrina och Bach för David Åhlén i skolans elevkör och genom att dirigera Stockholms madrigalsällskap. Efter detta fortsatte han studierna bland annat vid Schola Cantorum Basiliensis i Basel, i Tyskland, Storbritannien och USA. Eric ingick under 1940-talet i måndagsgruppen, som var en löst sammansatt grupp av svenska tonsättare, musiker och musikforskare som regelbundet umgicks och diskuterade komposition på måndagar. Gruppens medlemmar kom att ha stor påverkan på musiklivet i Sverige under 1950–1960-talet. Under studietiden var han kantor i S:t Paulskyrkan 1937–1942 och efter studietiden anställdes han som organist och kantor i Bromma kyrka där han verkade 1943–1949. Utöver detta ledde han under 1940-talet Poliskören, Palmiskören vid Palmgrenska skolan och Skuru Manskör.  
1945 grundade Eric Kammarkören, som sedan 1988 heter, Eric Ericsons Kammarkör. Vid sidan av ledningen för denna sin egen kör hade Ericson också mycket långvariga engagemang som dirigent för Radiokören 1951–1982 och Sångsällskapet Orphei Drängar i Uppsala 1951–1991 samt som kantor i S:t Jacobs kyrka i Stockholm 1949–1974. Därutöver var han under många år lärare och sedan 1979 professor, i kördirigering vid Kungliga Musikhögskolan i Stockholm. Slutligen var han förbundsdirigent för Sveriges körförbund 1947–1965.  
Med anledning av hans 80-årsdag 1998 finansierade FöreningsSparbanken en musikprofessur i hans namn vid Uppsala universitet.
År 2010 donerade Eric Ericson sitt arkiv omfattande 15 hyllmeter brev, noter, föredrag, intervjuer, artiklar, inspelningar inklusive 450 ljudband och almanackor till Kungliga biblioteket.
Vid Erics jordfästning i en fullsatt Storkyrka den 18 mars 2013 deltog hans egen Kammarkör, Radiokören, OD och organisten Anders Bondeman. 
Eric Ericson är begravd på Skogskyrkogården i Stockholm.

## Internationell karriär
Ericson räknas internationellt som en av världens främsta körledare under 1900-talets andra hälft. Han var en mycket starkt bidragande orsak till "det svenska körundret". Internationellt dirigerade han många framstående körer som Nederländska kammarkören (Nederlands Kamerkoor), Groupe Vocal de France, BBC Singers, RIAS Kammerchor, Wiener Staatsopers kör. Ericsons internationella betydelse för körmusiken har manifesterats i stiftelsen Eric Ericson International Choral Centre - EIC, den internationella dirigenttävlingen Eric Ericson Award och Eric Ericsons resestipendium. Han var också en efterfrågad gästlärare ute i världen.

## Familj
Född i Borås av Signe (född Eriksson) och Gustaf Ericson. Gift 1976 med Monica Ericson Spangenberg. Far till fyra barn från tidigare äktenskap med Edda Paulsen. Erics bror, Olle Ericson (1928–1975) var musikproducent vid Sveriges Radio och sedermera vid Sveriges television. 

## Priser och utmärkelser
- 1961 – Ledamot nr 699 av Kungliga Musikaliska Akademien
- 1961 – Spelmannen
- 1968 – Professors namn
- 1968 – Litteris et Artibus [9]
- 1969 – Gustaf Aulénpriset
- 1975 – Norrbymedaljen
- 1977 – Hugo Alfvénpriset
- 1978 – Medaljen för tonkonstens främjande
- 1982 – Natur & Kulturs Kulturpris
- 1983 – Filosofie hedersdoktor vid Uppsala universitet
- 1986 – Årets körledare
- 1988 – Medaljen Illis Quorum av 12:e storleken [10]
- 1991 – Léonie Sonnings musikpris
- 1995 – Nordiska rådets musikpris
- 1996 – Hedersdoktor vid University of Alberta, Kanada
- 1997 – Polarpriset
- 2002 – Preis der Europäischen Kirchenmusik
- 2005 – KTH:s stora pris [11]
- 2008 – Regeringens Sverigefrämjarpris [12]

## Övrigt
Ett av relativt få engagemang utanför körmusiken gjorde Ericson 1974 då han dirigerade Mozarts Trollflöjten i Ingmar Bergmans filmatisering av operan.
Eric Ericson noterades för en placering på Svensktoppen under sex veckor (15 juni-13 juli 2002) med Sommarpsalm från albumet Stämning där han leder The Real Group.
Han hade fram till sin död en garanterad inkomst på minst fem prisbasbelopp (ca 214 000 kr/år 2009) per år genom den statliga inkomstgarantin för konstnärer.

## Diskografi
- 1948 Laudi. Del 1; Laudi. Del 3  (Ingvar Lidholm) Cupol: Utan nummer (test)
- 1948 Mindre kören ur Stockholms Körförbund. 1. Lustwins wijsa ur "Fyra madrigaler" (Knut Håkanson, Samuel Columbus). 2. Lärkans sång är icke lång (Gottfr. Berg); 1. Månsken (Åke Malmfors, Bo Bergman). 2. Psalm ur "Himlaspelet" (Gunnar Thyrestam, Rune Lindström) Cupol: 4173
- 1949 Den Signade Dag / I Himmelen, I Himmelen / I Himmelen, I Himmelen Kyrkoton – Ky 3
- 1950 Se såsom en handsbredd (Rosenberg; Ps. 39: 6-8, 13, 14) Den heliga natten. Juloratorium för recitation, soli, kör och orkester (Rosenberg; Gullberg) Radiotjänst: RE 746 750 Även på Caprice CAP 21509
- 1951 Kammarkören – Bereden väg för Herran, koral från Boda (Dalarna) (Text: Sv. ps. 43:1, 7); Himmelriket liknas vid tio jungfrur, koral från Mockfjärd (Dalarna) (Text: 1695 års psalmbok 214:1, 3, 7)  Radiotjänst: RA 179
- 1951 Kammarkören – Den signade dag, koral från Malung (Dalarna) (Text: Sv. ps. 424:1, 2); Min vilotimme ljuder, koral från Malung (Dalarna) (Text: Sv. ps. 452) Radiotjänst: RA 180
- 1951 Kammarkören – Sion klagar med stor smärta, koral från Mora (Dalarna) (Text: Sv. ps. 168:1, 6); Den signade dag, koral från Mora (Dalarna) (Text: Sv. ps. 424:1, 2) Radiotjänst: RA 181
- 1952 Kammarkören – Laudi för blandad kör a cappella (I. Lidholm) HMV: DBS 11044, DB 11045
- 1959 Musik för drottning Kristina Sveriges radio: RAEP 5
- 1961 Och jungfrun hon går i ringen / Orphei drängar Skandinaviska Grammophon HMV: 7-EGS 205

- 1962 Den heliga natten Hilding Rosenberg, Hjalmar Gullberg S-RELP 5007
- 1962 Svensk Kyrkomusik, Cantate – 640 224
- 1965 Bedjen, och Eder skall varda givet Skandinaviska Grammophon HMV: 7-EBS 27
- 1965 Sex visor i folkton, Skandinaviska Grammophon HMV: 7-EBS 28
- 1965 Svensk körlyrik, EMI, His masters voice SCLP1032
- 196? Bröllopsmusik – Gotthard Arnér, Erik Sædén, Elisabeth Sædén, Musikhögskolans mindre kör, Eric Ericson Kyrkoton – 101
- 196? Dalakoraler Sveriges Radio – RAEP 14 (EP)
- 1966 Motetter Edlund/Bäck/Johansson –  Eric Ericson, Kammarkören Kyrkoton – LP 107
- 1966 Kammarkören - Orphei Drängar His Master's Voice – SCLP 1043
- 1966 Kammarkören, Eric Ericson, Berit Hallqvist-Sundström Expo Norr Riks L 5
- 1966 Reformationstidens svenska mässa – Eric Ericson, S:t Jacobs Kyrkokör Almqvist & Wiksell AWE OPM1/OPM2
- 1968 Drömmarne Swedish Society Discofil – SLT 33188
- 1968 Tranfjädrarna: kammaropera i 6 scener / Sven-Erik Bäck Swedish Society Discofil: SLT 33183
- 1968 Max Reger och Bengt Hambræus SR Records – RMLP 1093
- 1969 August Söderman och Otto Olsson RMLP 1092 SR records
- 1969 Behold, I make all things new SR Records: RMLP 1096
- 1970 Sven-Erik Bäck / Eric Ericson – Variazioni... Sveriges Radio – RMLP 1108
- 1971 Orphei Drängar / Eric Ericson RCA Victrola – VICS 1602
- 1971 Europäische chormusik aus fünf jahrhunderten, EMI Classics – 7243 5 65344 2 1 (Warner)
- 1972 Kammarkören & Eric Ericsson möter Svend Asmussen RCA Victor – LSA 3127 (alternativt SCD 1025/PCD 076)
- 1972 Stabat mater av Krzysztof Penderecki och tre andra verk EMI Electrola: 1C 063-29075
- 1972 Skandinavische volkslieder mit dem Kammerchor Stockholm Die Stimme Seines Herrn – 1 C 063-29 079
- 1972 Eric Ericson und der Rundfunkchor Stockholm, Penderecki · Castiglioni · Ligeti · Werle His Master's Voice – 1 C 063-29 075
- 1972 Geistliche a cappella-musik, Odeon – 1C 063-29 916 Q A, EMI Electrola – 1C 063-29 916 Q A
- 1972 Och sången doftar i natten, Svensk körlyrik med Kammarkören EMI – 7c 037-29079  (CD 1991) 7631322
- 1972 Voices For Today, EMI – EMD 5506
- 1972 Caprice med OD - Elisabeth Söderström, Yngve Gamlin – RCA Victrola – YSVL 1-525
- 1973 La Pellegrina (Intermedien Zur Medici-Hochzeit 1589) His Master's Voice – 1C 063-30 114/15, EMI Electrola – 1C 063-30 114/15
- 1973 Kammarkören & Eric Ericson möter Svend Asmussen igen RCA Victor – LSA 3193
- 1973 Geistliche A Capella-Werke –  Max Reger, Rundfunkchor Stockholm, Eric Ericson, Electrola – 1 C 063-29 081
- 1974 Caprice Med OD - Birgit Nordin, Martin Ljung, Richard Ringmar  RCA Victrola – YSVL 1-550
- 1974 Eric Ericson Moskva Meolodija: C-04501-2
- 1975 Trollflöjten Mozart SR Records
- 1975 Orphei Drängar och Eric Ericson RCA Victrola – YSVL 1-559
- 1975 Eric Ericson & Orphei Drängar – Evergreens RCA Victor – YSPL 1-573
- 1976 Serenad och kalas på Uppsala slott Orphei Drängar Grammofon AB Electra – YSVL 1-5851976
- 1976 Sons of Orpheus / Orphei drängar Swedish Society: SCD 1009
- 1976 Musikhögskolans Kammarkör Caprice Records – CAP 1101
- 1977 Orphei Drängar och Eric Ericson Swedish Society SLT 33249
- 1978 OD sjunger opera Sångsällskapet Orphei Drängar – OD 782
- 1978 Orphei drängar inside (promotionsskiva) Sångsällskapet Orphei Drängar: OD 781
- 1978 Virtuose Chormusik, EMI Classics – 7243 5 65348 2 7 (Warner)
- 1979 OD i österled Sångsällskapet Orphei Drängar – OD 7903
- 1979 Nordiska musikdagar 1978 Ett spår med Nenia för blandad kör av Lars Edlund. Caprice: CAP 3013
- 1980 OD sjunger nutida musik Sångsällskapet Orphei Drängar – OD 8004
- 1981 Motetter, Sven-Erik Bäck, Phono Suecia,PSCD 10
- 1981 Svensk körlyrik, Polar – POLS 337
- 1981 Svensk körmusik från 1970-talet. 1 Caprice: CAP 3024
- 1981 Svensk körmusik från 1970-talet. 2 Caprice: CAP 3025
- 1981 Reger och Verdi Polar Music International AB – POLS 334
- 1983 OD sjunger europeiskt Sångsällskapet Orphei Drängar – OD 8305
- 1983 Zigeunerlieder / Chorwerke Johannes Brahms TELDEC 0630-174262 (6.42962 AZ)
- 1983 1983 American Choral Directors Association National Convention, March 10-12, Nashville Tennessee Silver Crest – ACDA-83-15
- 1984 OD Far East Sångsällskapet Orphei Drängar – OD 8408
- 1985 Nocturnes; Rendez-vous 1; L'infinito; Transparance, musik av Arne Mellnäs Kören medverkar på L'infinito, På CD 1988. Phono Suecia: PS CD 22
- 1985 "Lär oss betänka..." Ny saklighet i svensk kyrkomusik Proprius – PROP 9932
- 1985 Ceremoni och serenad - 1800-talets manskör Proprius – PROP 9941, Musica Sveciae – MS 701
- 1986 Jubelmusik för kungaparet Radiokören deltar på två spår med Söderman, Polar: POLS 410
- 1986 "Ett Bondbröllop" och andra klassiker från den svenska manskörens guldålder (Swedish male voice choir concert singing since the 1860's) Proprius – PROP 9944
- 1986 Klassiska pärlor Radiokören medverkar på två spår Stenhammar/Söderman, Polar: POLCD 409
- 1987 OD Highlights BIS-CD-383
- 1987 Till glädjens värn och ära Sångsällskapet Orphei Drängar – OD 8709
- 1987 Swedish Contemporary Vocal Music Vol. 1 Phono Suecia Phono Suecia, PSCD 35
- 1987 Deutsche Chormusik = German Choral Music EMI – CDC 7 47691 2
- 1988 Barbara Hendricks & OD with Eric Ericson Orpheus (7) – OD-8811
- 1988 Französische Chormusik, EMI: CDM 7698172
- 1988 Encounter / Svend Asmussen & Eric Ericson Prophone: PCD 076
- 1988 Orphei drängar Sångsällskapet Orphei Drängar: OD 8810
- 1989 Swedish Contemporary Vocal Music Vol. 2 Phono Suecia – PSCD 38
- 1989 Jewish Liturgical Music – Leo Rosenblüth, Andris Vītoliņš, Maria Thyresson, Gunilla von Bahr, Chamber Choir Of The Royal Conservatory, Eric Ericson BIS-CD-1
- 1989 Zeitgenössische Chormusik  EMI: CDM 7698182
- 1989 A Magyar Rádió És Televízió Énekkara, Eric Ericson – The Choir Of The Hungarian Radio And Television  Radioton – SLPX 31200
- 1989 Musica Sveciae fyller femtio!: en svensk musikhistoria: höjdpunkter 1983-1989. Promotions-CD Eric Ericson medverkar på spår 6. Musica Sveciae: MSCD 901
- 1989 Ad Dominum / Otto Olsson Musica Sveciae: MSCD 611
- 1990 Chants Sacrés = Sacred Songs = Geistliche Gesänge Barbara Hendricks, Eric Ericson's Chamber Choir, Orphei Drängar, Stockholm Chamber Orchestra, Members of the Swedish Radio Symphony Orchestra –  EMI Classics CDC 7 54098 2
- 1990 Swedish Contemporary Vocal Music Vol. 3 Phono Suecia – PSCD 44
- 1991 The best of Rossini EMI Classics: CZS 7674402 (CDZ 7674412--7674422)
- 1992 Andeliga sånger Mikaeli kammarkör, Gösta Ohlins vokalensemble, Eric Ericsons Kammarkör MSCD615
- 1992 J.S. Bach: Motets, Eric Ericson Chamber Choir, Drottningholm Baroque Ensemble EMI Classics 7546342 (0946 3 41407 2 0)
- 1993 Johan Helmich Roman – Cantatas Rydén, Högman, Lindskog, Mattei, Eric Ericson's Chamber Choir, The Drottningholm Baroque Ensemble, Eric Ericson Musica Sveciae – MSCD 413
- 1993 Glädjens blomster: en bukett körstycken med Eric Ericson & Kungl. Musikhögskolans kammarkör genom två decennier KMH-förlaget: CD 1
- 1993 La voix du ciel EMI Classics: 7549122
- 1993 Nordic Choral music CAP 21461
- 1994 "Ett Bondbröllop" och andra manskörsklassiker Proprius – PRCD 9046
- 1995 Johan Helmich Roman: a musical portrait Musica Sveciae: MSCD 905
- 1994 J. S. Bach: Matthäus-Passion PRCD 2018/20 Vanguard Classics 99053-55

- 1994 J. S. Bach: Weihnachts-Oratorium PRCD 2012/13
- 1995 J. S. Bach: Mass In B Minor PRCD 2014/15, Vanguard Classics 99044-45
- 1995 J. S. Bach: Johannes-Passion PRCD 2016/17 Vanguard Classics 99044-45

- 1995 The High Mass, Sven-David Sandström, Dirigenter: Eric Ericson och Leif Segerstam Caprice, CAP 22036
- 1995 Barbara Hendricks Sings Christmas EMI France – 7243 5 55536 2 1
- 1996 Netherlands youth choir – Hjartans frojd Radio Nederland – 20061
- 1997 Från kloster till kluster = From cloister to cluster Musica Sveciae: MSCD 910
- 1998 Francis Poulenc, Nederlands Kamerkoor, Eric Ericson – Sacred Choral Music / Musique Chorale Religieuse Globe (3) – GLO 5185
- 1998 Förklädd gud; Missa brevis: De nakna trädens sånger / Lars-Erik Larsson Swedish Society Discofil: SCD 1096
- 1998 Doris Soffel sings bel canto (musikhögskolans kör) Caprice: CAP 21601
- 1999 Från Berg till Bäck, Swedish Choral and Organ Music Phono Suecia – PSCD 703
- 1999 Capricer med OD. Del 1 1964-1969 BIS-NL-CD-5010, BIS – CD-5010
- 1999 Chorale music of 20th century Seraphim: EAC-40133
- 2000 Skandinavien (Accentus) Assai / 207182
- 2001 Capricer med OD del 2 1970-1975 BIS-CD 5016

- 2001 A Cradle Song - The Tyger Phono Suecia – PSCD 139
- 2001 Choral works / Eskil Hemberg Phono Suecia: PSCD 129
- 2002 The Real Group, Eric Ericson – Stämning Virgin 7 24381 25352 6
- 2002 En vänlig grönskas rika dräkt (Sommarpsalm) Virgin – 7243 546506 2 8 (CD single)
- 2002 Chœur De Chambre Accentus, Eric Ericson – Suomi / Finland Naïve – V 4924
- 2002 Capricer med OD, Eric Ericson Del 3, 1976-1981 BIS-NL-CD-5022, BIS – NL-CD-5022, BIS – CD-5022
- 2002 Eric Ericson Conducts 500 Years Of European Choral –  Rundfunkchor Stockholm, Stockholmer Kammerchor, Eric Ericson Music Clarion (6) – CLR901CD
- 2002 Svenska körer: Alfvén, Bellman, Stenhammar, Söderman, m fl (EE medverkar på åtta spår) Universal: 018127-2
- 2005 Khoros - Eric Ericson Chamber Choir sings Lidholm BIS-CD-1549/50
- 2006 Hans Werner Henze | Dmitri Shostakovich Caprice Records – CAP 21773
- 2006 North - Accentus Naive 5037
- 2008 Treasures Radiokören och Eric Ericson, Caprice Records – CAP 21814
- 2008 Treasures Eric Ericsons kammarkör och Eric Ericson, Caprice Records – CAP 21813
- 2008 (DVD) Eric Ericson – Teaching Caprice Records – CAP 21815
- 2009 Live In Concert med Kammarkören Naxos – 8.572337

## Filmografi[14]
- 1967 – Resan
- 1975 – Trollflöjten (film)